# Барцаги, Франческо

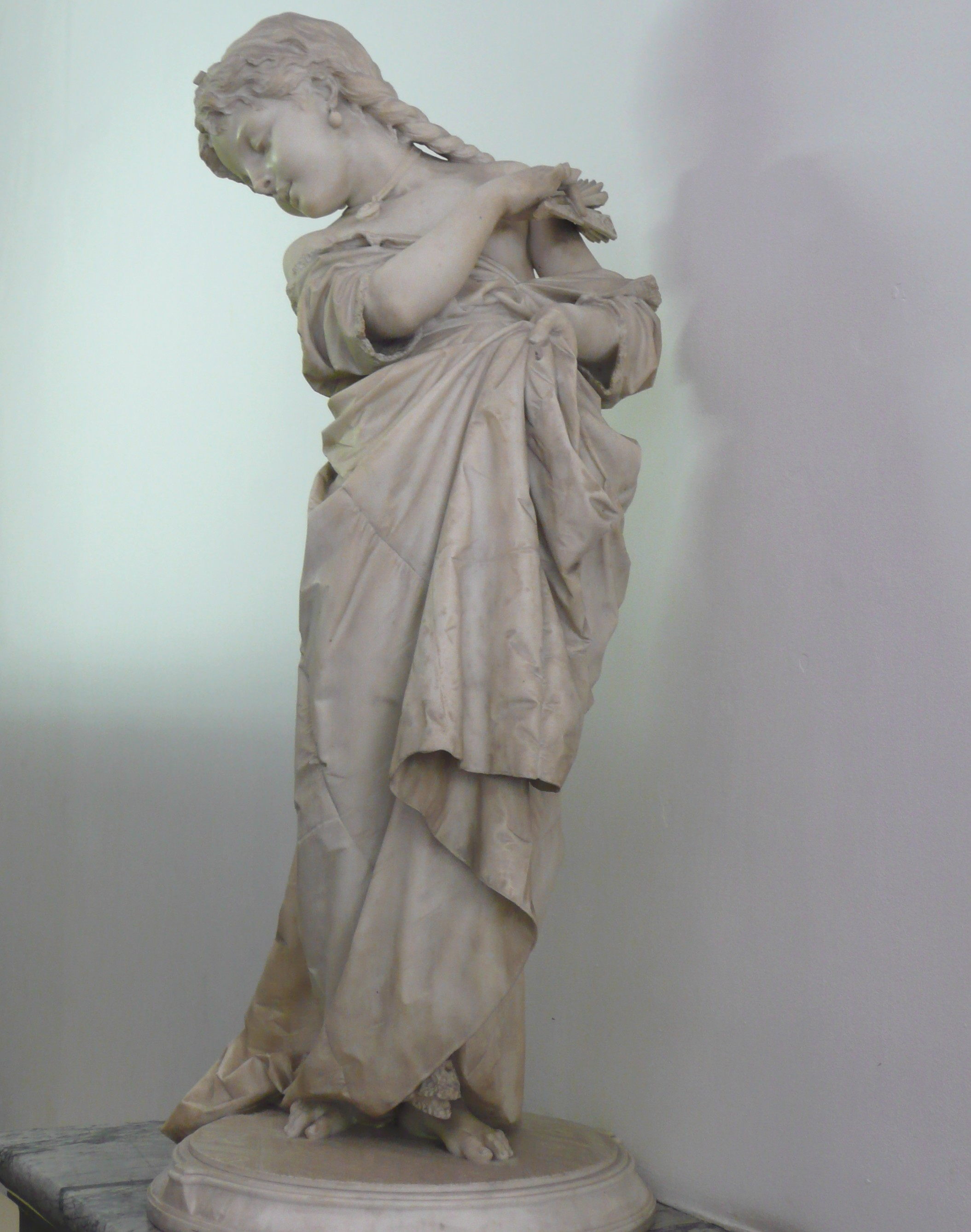
«Vanarella» (1877)

Франческо Барцаги (итал. Francesco Barzaghi; 1839—1892) — итальянский скульптор новой школы.
Франческо Барцаги родился в городе Милане в 1839 году, где и получил художественное образование в Accademia di belle arti di Brera, примкнув первоначально к классическому направлению. Согласно ЭСБЕ, «из произведений этого периода особенно хорошо удавались ему женские фигуры и фигуры детей» (среди которых: «Игра в жмурки», «Юный рыбак», «Отрок Моисей»).
Однако позднее Барцаги обратился к так называемому «культу тела» и имел на этом поприще большой успех. Из статуй, вышедших из его мастерской, можно назвать статуи Наполеона III и Дом Педро.
На воинской выставке 1873 года обратили на себя внимание знатоков «Тщеславная» и «Первый друг».
С 1880 года ему было доверено преподавать скульптуру в той же Академии, чем он и занимался до самой смерти. Франческо Барцаги скончался в 1892 году в родном городе.